# ドクニンジン
ドクニンジン（毒人参、学名: Conium maculatum）は、セリ科の有毒植物のひとつ。多年草で薬草として使われる。ドクニンジン属（学名: Conium）には、ヨーロッパ（特に地中海地方）が原産の Conium maculatum と、北アフリカ原産の C. chaerophylloides の2種がある。葉の見た目から、「毒パセリ」とも呼ばれる。大きくて細かく分裂した葉、暗紫色の斑のある茎、不快な匂いなどが特徴。

## 名称
学名「コニウム・マクラトゥム」が意味する通り、ヨーロッパ種のほうが中毒性のある「毒草」として、はるかに有名である。ギリシャの哲学者ソクラテスに死刑が宣告されたのは紀元前399年。そのとき飲まされた毒薬がドクニンジンと言われており、茎の赤い斑点は、ヨーロッパでは「ソクラテスの血」と呼ばれることもある。また、ヨーロッパでは魔女の持ち物とされており、「悪魔の花」の別名もある。一方「聖母の刺繍」、「アン王女のレース」といった聖なるイメージの呼び名もある。
ドクニンジンは、英語では Hemlock（ヘムロック；「毒草」の意味）と呼ばれるが、この語は時どき、同じセリ科のドクゼリと混用されている（ドクゼリの英語の俗称は「ウォーター・ヘムロック」である）。ちなみにスペイン語やポルトガル語では、ドクニンジンのことを「シクータ ("Cicuta")」と呼ぶが、英語ではドクゼリの意味で「シクータ」を用いる。

## 分布・生育地
ドクニンジン（Conium maculatum）はヨーロッパ原産で、日本では帰化植物。荒れ地に生え、しばしば水辺やどぶなど、水はけの悪い土地で見られる。かつては日本に自生していなかったが、近年北海道の山野に不法に持ち込まれたものが植生しており、このためシャク（ヤマニンジン）と誤認して採取され、摂取された結果の死亡例も報告されている。北海道のほかに、東日本やアジア各地、北米大陸、豪州などでも帰化植物となった例が報告されている。

## ドクニンジン（Conium maculatum）の特徴

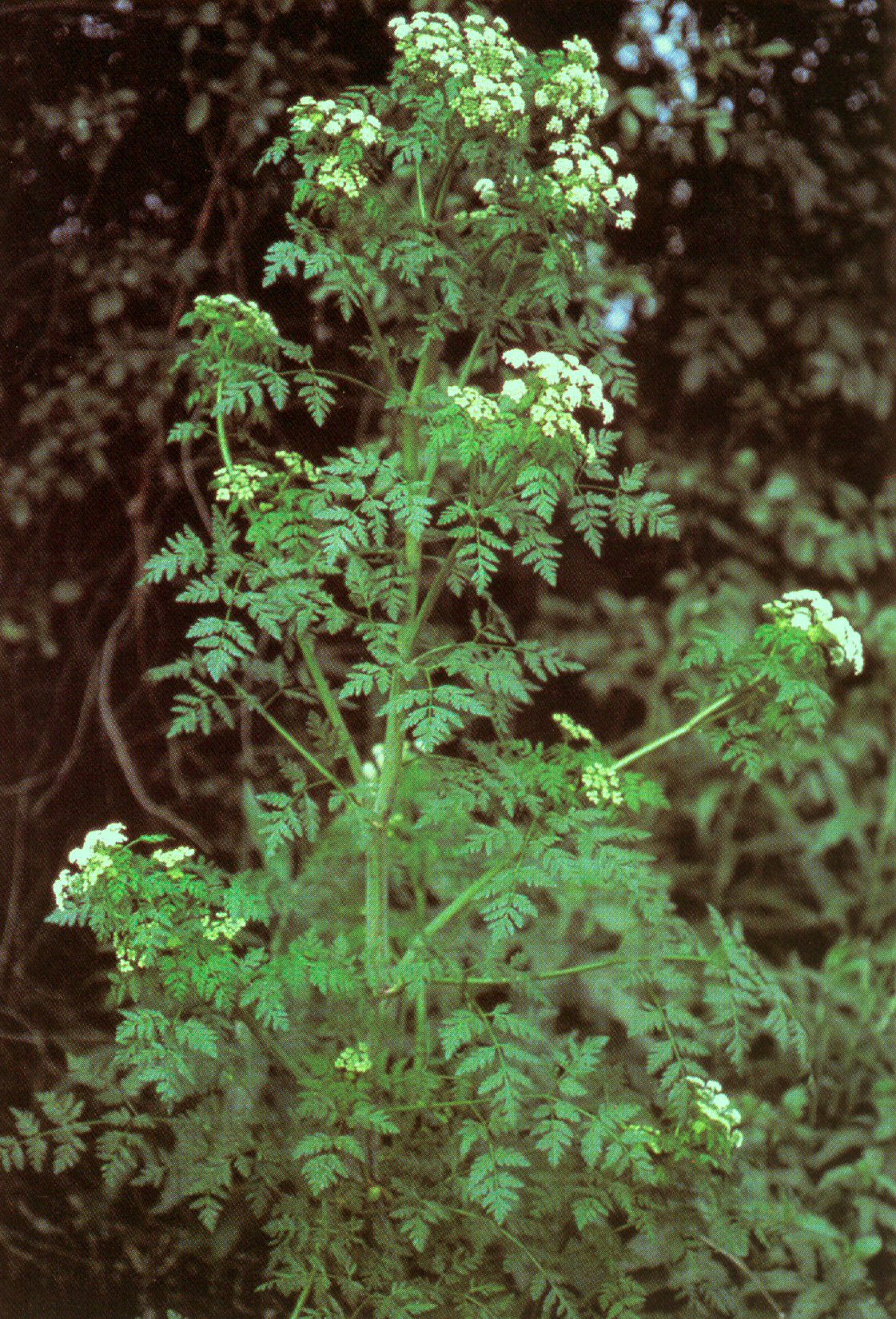
ヨーロッパ種のドクニンジン (C. maculatum)

ヨーロッパ原産の二年草。草丈は1.5 - 2メートル (m) ほどの高さに育ち、茎は毛がなく緑色で、下半分にたいてい紫紅色の斑紋が入り、生長すると暗紫色になる。茎は中空で、傷をつけると不快な匂いがする。葉は長さ30センチメートル (cm) にもなり、三回羽状複葉で、きれいにレース状に分かれており、一様に三角形をしている。葉柄の基部は左右にヒレがあり、茎を抱く。とりわけ若葉は、パセリや、山菜のシャクと見間違えやすい。また植物全体が、しばしばフェンネルやワイルドキャロット（菜人参の原種）と取り違えられる。
花期は夏。花序は傘型で、大花柄は12 - 20個あって、多くの包葉が輪生する。小花柄もほぼ同数で、小さな白い花を多数咲かせる。花は花序の中で密集しており、全体で直径10 - 15 cmほどになる。花は径3ミリメートル (mm) ほどの5弁花で、花弁の1個は大きく、2個が中型、残り2個は小型で、花弁の頂部は深く凹む。雄蕊5個、雌蕊1個に2本の花柱があり、萼片を欠く。
果実はほぼ球形で、横径が3.5 mmで、2分果に分かれる。分果の切り口は半円形で5本の波打った脈がある。種子はウイキョウ（フェンネルシード）に似ており、肉色をした根は、たいてい枝分かれしておらず、パースニップと取り違えられる。
ドクニンジンは、植物全体が臭気を放っていることが特徴と言われているため、食用植物と区別するには、臭みが手がかりとなりうる。たとえばドクニンジンを潰してやると、葉と根は、腐ったような（あるいはカビ臭い）不快な臭いがするのに対して、フェンネルの葉は、アニスやリコリスのような芳香がする。ただし、パースニップも同じくらい臭いといわれるため、どのみち注意は必要である。
全草に猛毒があって家畜を害し、ソクラテスはこれを使って自殺したと伝えられる。日本では薬園で栽培されることもあるが、一部は帰化している。中国名は、毒參。

## 毒性
全草、特に果実に猛毒成分を含み、誤食すると嘔吐、下痢が続いて呼吸困難となって、最悪は死に至る場合がある。ドクニンジンは、各種の毒性アルカロイド（コニイン、N-メチルコニイン、コンヒドリン、N-プソイドコンヒドリン、γ-コニセインなど）を含む。これらの毒の中でも最も重大なのがコニインである。コニインは神経毒性の成分で、中枢神経の働きをおかし、呼吸筋を麻痺させる。人間や家畜にとって有害である。
ドクニンジンは春に目立つ。春はかいばやまぐさが消えてしまうからである。ドクニンジンは全身に毒を含んでいるが、いったん乾かしてやると、大幅に毒は減る。それでも毒が完全に消滅するわけではない。葉の見た目から、「まだらパセリ ("spotted parsley")」という別名もある。蝶の中には、幼虫の頃にドクニンジンを好んで食べるものがある。
慣習的にこのような混乱が見られるものの、ドクニンジンとドクゼリの違いは、容易に見分けることができる。

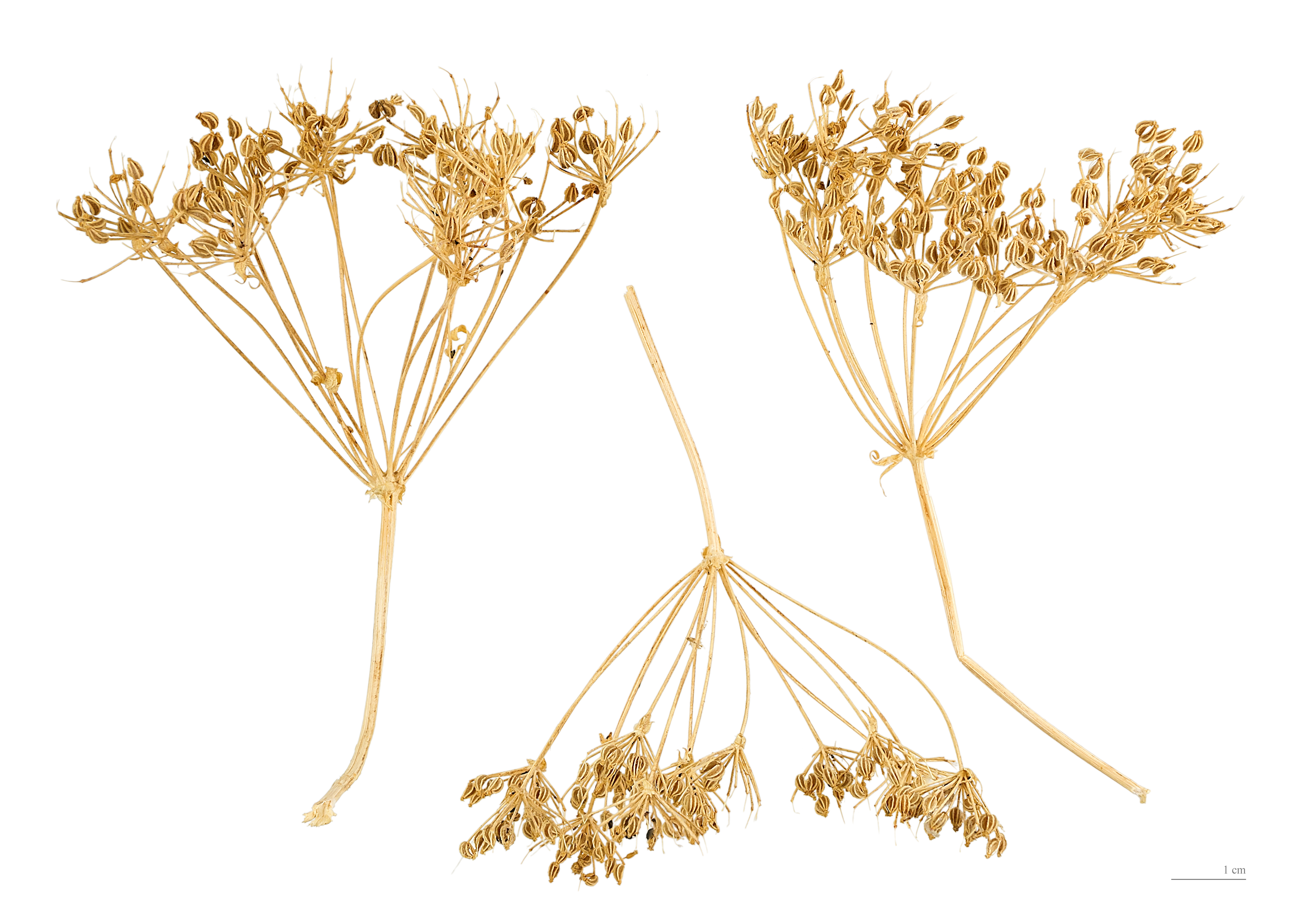
Conium maculatum

## 利用
ドクニンジンは、鎮静剤や、痙攣止めの用途のために使われてきた。古代ギリシアや中世アラビアの医学では、関節炎などのさまざまな難病の治療にドクニンジンを用いている。しかしながら、治療法によっては必ずしも効能が期待できるわけでなく、服毒量もごく少なくしなければならない。大量の服用は危険が高く、呼吸困難に続いて麻痺や言語障害を引き起こし、死にすら至りかねないからである。